# Myrmekiaphila comstocki
Espèce
Myrmekiaphila comstocki est une espèce d'araignées mygalomorphes de la famille des Euctenizidae.

## Distribution
Cette espèce est endémique des États-Unis. Elle se rencontre au Texas, en Oklahoma, en Arkansas et en Louisiane.

## Étymologie
Cette espèce est nommée en l'honneur de John Henry Comstock.

## Publication originale
- Bishop & Crosby, 1926 : Notes on the spiders of the southeastern United States with descriptions of new species. Journal of the Elisha Mitchell Scientific Society, vol. 41, no 3/4, p. 163-212 (texte intégral).